# Тимофієво (Слободо-Туринський район)
Тимофі́єво (рос. Тимофеево) — село у складі Слободо-Туринського району Свердловської області. Входить до складу Слободо-Туринського сільського поселення.
Населення — 385 осіб (2010, 436 у 2002).
Національний склад населення станом на 2002 рік: росіяни — 96 %.